# Eduard Smirnov
Eduard Smirnov (în rusă Эдуард Павлович Смирнов; n. 17 septembrie 1939) este un om politic din Republica Moldova, care din decembrie 2014 este deputat în Parlamentul Republicii Moldova pe listele Partidului Socialiștilor din Republica Moldova.
La alegerile parlamentare din 30 noiembrie 2014 din Republica Moldova a candidat la funcția de deputat de pe poziția a treia în lista candidaților PSRM.
La 29 decembrie 2014 a avut loc ședința de constituire a parlamentului de legislatura a XX-a, aceasta fiind prezidată de Eduard Smirnov, întrucât el era decanul de vârstă. El a îndeplinit aceeași funcție la ședința de constituire a legislaturii următoare.
Eduard Smirnov este membru al Partidului Socialiștilor din anul 1997, și anterior, până la venirea lui Igor Dodon în partid în 2011, a fost președintele partidului. El este vorbitor de limbă rusă. În ziua în care a împlinit 80 de ani, a fost decorat de președintele Igor Dodon cu cel mai înalt ordin al Republicii Moldova — Ordinul Republicii.